# Photoscotosia prosphorosticha
Photoscotosia prosphorosticha är en fjärilsart som beskrevs av Xue 1988. Photoscotosia prosphorosticha ingår i släktet Photoscotosia och familjen mätare. Inga underarter finns listade i Catalogue of Life.